# 에스티큐브
에스티큐브(ST Cube)는 대한민국 신약개발기업이다. 

## 역사
- 2022년 5월 주주배정 유상증자를 통해 476억원을 조달하였다[1] 스마트카 부품 및 서비스 업체 유디테크서비스가 발행하는 30억원 규모의 신주를 인수하고 유디테크서비스 측도 에스티큐브가 발행하는 20억원 규모의 신주인수권부사채(BW)를 인수했다. 유디테크서비스가 발행하는 40억원 규모의 신주인수권부사채(BW)를 인수했다.
- 2024년 11월 임상시험 자금을 위해 주당 발행가 3,695원에 684억원 규모의 주주우선 공모 유상증자를 실시하였고[2] 구주주를 대상으로 실시한 주주우선공모 유상증자에서 청약률 87%을 달성하였으며 일반공모에서 경쟁률 198대 1를 기록하여 관리종목 탈피를 위한 요건(300억원 이상의 자본확충)을 충족했다[3][4]

## 종속기업
STCube Pharmaceuticals, Inc.

## 상장
2001년 7월 5일 코스닥시장에 상장되었다.

## 같이 보기
- 로봇산업협회